# Синелобов, Олег Викторович
Олег Викторович Синелобов (узб. Oleg Viktorovich Sinelobov; 5 октября, 1962 года; Ташкент, Узбекская ССР, СССР) — советский, узбекистанский и российский футболист; тренер.

## Карьера

### В качестве футболиста

#### Клубная карьера
Начал профессиональную карьеру в 1980 году в составе халкабадского «Сохибкора». В начале 1983 года перешёл в джизакскую «Звезду» и выступал за этот клуб до конца 1984 года. За это время он сыграл в составе «Звезды» в 62 матчах и забил 13 голов. Первую половину 1985 года провёл в «Сохибкоре». Во второй половине 1985 года Олег Синелобов перешёл в ташкентский «Пахтакор» и выступал за «ташкентские хлопкоробы» до конца 1989 года. За это время он сыграл в составе «Пахтакора» в 145 матчах и забил 25 голов.
В сезонах 1990 и 1991 года провёл в составе джизакской «Согдианы», наманганского «Навбахора» и ташкентского «Пахтакора» соответственно. В сезоне 1992 года выступал за бухарский «Нурафшон», в качестве аренды за ташкентский «Пахтакор» и навоийский «Зарафшон». В 1993 году некоторое время выступал за малайзийский «Перлиз».
В начале 1994 года перешёл в новотроицкий «Металлург», который в 1995 году сменил своё название на «Носту». Выступал за «Носту» до 2003 года и за это время сыграл в 220 матчах и забил 57 голов.

#### Карьера в сборной
В 1992 году сыграл пять матчей за национальную сборную Узбекистана.

### В качестве тренера
После завершения карьеры в качестве футболиста, Синелобов начал тренерскую деятельность. В 2004 году работал тренером в новотроицкой «Носте». В 2008 году был главным тренером фарм-клуба «Носта-2». С 2010 до февраля 2015 года работал главным тренером «Носты». 29 марта 2012 года был избран президентом ДФЛ «Восточное Оренбуржье».